# مارين غاسبار
مارين غاسبار (مواليد 15 أغسطس 1917) هو ملاكم روماني، مثّل بلاده في الألعاب الأولمبية الصيفية 1936.

## روابط خارجية
مارين غاسبار على موقع أوليمبيديا (الإنجليزية)